# Station Diepenveen Oost
Station Diepenveen Oost (afkorting: Dpo) is een voormalig spoorwegstation in het dorp Diepenveen. Het station lag aan de spoorlijn Deventer - Ommen van de Overijsselse Lokaalspoorweg-Maatschappij Deventer - Ommen (OLDO).
Het station werd geopend op 1 oktober 1910 en gesloten op 15 mei 1935. Het stationsgebouw uit 1909 werd gesloopt in 1986. Bij de locatie van het stationsgebouw staat nu een tegeltableau, dat in de muur van het stationsgebouw stond. Dit tableau bevindt zich in het zuidelijke deel van de Boschhoekweg. Het station heette Diepenveen Oost, omdat het dorp destijds aan de spoorlijn Arnhem - Leeuwarden ook het station Diepenveen West had.